# Me gusta la palabra libertad/Ahora que llegó la madurez
«Me gusta la palabra libertad/Ahora que llegó la madurez» es un doble sencillo del cantautor español José Luis Perales del álbum Sueño de libertad. Fue lanzado en 1987, por la discográfica Sony Music bajo el sello CBS, siendo Danilo Vaona el director de producción.

## Lista de canciones
| Lado A |                                |          |  |
| N.º    | Título                         | Duración |  |
| 1.     | «Me gusta la palabra libertad» |          |  |

| Lado B |                              |          |  |
| N.º    | Título                       | Duración |  |
| 1.     | «Ahora que llegó la madurez» |          |  |

## Créditos y personal

### Músicos
- Batería: Massimo Buzzi.
- Teclados: Danilo Vaona y Vanni Bocuzzi.
- Bajo: Nanni Civitenga.
- Guitarra eléctrica: Lucciano Ciccaglione.
- Coros: Danilo Vaona, José Luis Gil, José Luis Perales, Tomás Muñoz.

### Personal de grabación y posproducción
- Producción: CBS Internacional; Nueva York, Estados Unidos.
- Ingenieros de grabación: Fabrizio Facioni
- Ingeniero de mezcla: Roberto Rosu.
- Estudios de grabación:  Italia
  - Roma
    - Studio Uno
    - Studio Titania

  - Génova
    - Studio Obi Wan
- Producción ejecutiva: Tomás Muñoz
- Producción: Danilo Vaona
- Coordinación: José Luis Gil
- Fotografía: Serapio Carreño

### Créditos y personal
- «DISCOGRAFÍA - SUEÑO DE LIBERTAD». joseluisperales.net. 2012. Archivado desde el original el 26 de abril de 2012. Consultado el 15 de enero de 2013.

- Datos: Q16605782